# Årbyätten
Årbyätten eller Ulfstand av Årby är en nutida konventionell benämning på en svensk medeltida frälseätt med ursprung från Årby gård i Rasbokils socken, Uppsala kommun. Relationen till den danska ätten Ulfstand (von Minckwitz) är okänd, men de förde mycket lika vapen.
Vapen: Lars Tomasson liksom Per Larsson förde ett vapen med spetsar från sidan vilket kan ses på ett med sigill beseglat dokument från 22 juni 1480. Det vapen med två spetsar uppifrån, som visas i Svenska medeltidsvapen av Jan Raneke kan inte verifieras med någon primär källa, och det innebär i så fall att uppgiften om Per Larssons vapenbild sannolikt är en ren gissning, enligt medeltidsgenealogen Kaj Janzon.
Årby omtalas första gången 1344, då Uppsala domkyrka ägde jord i Årby ('in Arby'). Ännu 1409 tillhörde Årby Uppsala domkyrka, men verkar snart ha bytts bort.
Tomas Andersson (död efter 1368)
1. Anders Tomasson till Lisa och Finsta, (dog något av åren 1406-1409) var gift med Märta (Bengtsdotter?) (Sparre av Hjulsta och Ängsö?), död före 1428. 
  1. Gertrud Andersdotter gift med Isak Björnsson (Banér)
  2. Elin Andersdotter gift med Arend Pinnow
  3. Tomas Andersson (Årbyätten), häradshövding i Rasbo härad, innehade 1420-1429 Årby som sätesgård.
    1. Lars Tomasson (Årbyätten), 1479-1480 var han ägare till Årby. Lars Tomasson var gift med 1) Birgitta Nilsdotter (Ådöätten) vilken tidigare varit gift med Karl Bengtsson (Färla) och 2) med Karin Ragvalsdotter Kagg. Senare var Tomas änka Karin Ragvalsdotter ägare och 1551-1554 Nils Otteson (Hästhuvfud). 1555 överlät Nils och Lars Jespersson (Cruus) jord till Gustav Vasa, för att denne skulle driva en arvstvist åt dem, där de menade att deras morbror Peder Larssons (Årby-ätten) båda döttrar, varav den ena var gift med Nils Otteson, var oäkta, och därmed inte hade någon arvsrätt. Gården tilldömdes därmed istället Lars Jespersson.[3]
      1. Per (Peder) Larsson
      2. Barbro Larsdotter gift med Jesper Nilsson Kruse till Rasbo (Cruus af Gudhem)
      3. Ragvald Larsson, präst i Börstil
      4. Matts Larsson, häradshövding i Ragunda[förtydliga]

    2. Märta Tomasdotter gift med Nils Larsson Bölja från Uppland.